# Ван Гал, Луи
Ало́изиюс Па́улюс Мари́я (Луи́) ван Гал (нидерл. Aloysius Paulus Maria "Louis" van Gaal, МФА: [luˈwi vɑŋˈɣaːl]; род. 8 августа 1951, Амстердам) — нидерландский футбольный тренер, ранее выступавший как футболист на позиции полузащитника.

## Тренерская карьера

### «Аякс»
В 1988 году ван Гал вернулся в «Аякс» в качестве ассистента главного тренера. В 1991 году Луи занял пост главного тренера клуба, сменив на посту Лео Бенхаккера. В первом же сезоне под руководством нового тренера «Аякс» сумел выиграть Кубок УЕФА, переиграв по сумме двух матчей итальянский «Торино». Оба финальных матча завершились вничью, но за счёт большего количества голов, забитых на чужом поле, трофей достался «Аяксу». В следующем сезоне подопечные ван Гала сумели выиграть Кубок Нидерландов, в котором не побеждали с 1987 года. В сезоне 1993/94 «Аякс» сумел вернуть себе чемпионский титул, который утратил в 1991 году. Следующий сезон стал наиболее удачным в карьере ван Гала — команда вновь стала чемпионом, а также выиграла Лигу чемпионов, переиграв в финале действующих обладателей трофея «Милан». Единственный гол в финальном матче забил Патрик Клюйверт. Помимо этого «Аяксом» были завоёваны Межконтинентальный кубок (победа по пенальти над «Гремио») и Суперкубок УЕФА (был обыгран «Реал Сарагоса»). Через год команда была близка к повторению успеха и в третий раз подряд стала чемпионом Нидерландов, а также вновь дошла до финала Лиги чемпионов, но на сей раз в серии пенальти уступила «Ювентусу». Однако на следующий год «Аяксу» не удалось выиграть никаких трофеев, и ван Гал покинул команду.

### «Барселона»
В 1997 году ван Гал возглавил «Барселону», сменив на посту Бобби Робсона. Первым трофеем голландца в Испании стал Суперкубок УЕФА, выигранный у победителя Лиги чемпионов дортмундской «Боруссии». В первом же сезоне подопечным ван Гала удалось выиграть золотой дубль, однако в Лиге чемпионов каталонцы выступили крайне неудачно и не сумели выйти в плей-офф, заняв последнее место в группе. На следующий год «Барса» вновь стала чемпионом, но в Лиге чемпионов опять последовала неудача — испанский клуб вновь не смог пробиться в плей-офф. Во время работы в Испании ван Гал регулярно подвергался критике со стороны СМИ и болельщиков. Тренер высказал мнение, что он не смог привить свою футбольную философию в «Барселоне», так как некоторые игроки не желали подчиняться ему. Например, ван Гал видел Ривалдо на левом фланге атаки, в то время как сам игрок хотел играть в центре. После того как в 2000 году чемпионский титул отошёл «Депортиво», ван Гал оставил каталонский клуб, произнеся знаменитые слова: «Друзья из прессы. Я ухожу. Поздравляю».
В 2002 году президент «Барселоны» Жоан Гаспарт пригласил ван Гала вновь встать у руля команды, однако в январе 2003 года, после того как сине-гранатовые оказались на 12-м месте в турнирной таблице, голландец покинул клуб.

### Сборная Нидерландов
После Евро-2000 Ван Гал сменил Франка Райкарда на посту главного тренера национальной сборной Нидерландов. Однако вывести команду на чемпионат мира специалист не сумел — команда пропустила вперёд себя сборные Португалии и Ирландии, не попав даже в стыковые матчи. 1 сентября 2001 года поражение от Ирландии 0:1 окончательно лишило Нидерланды шансов на выход в финальный этап турнира. После этой неудачи ван Гал покинул пост.
В июле 2012 года ван Гал во второй раз в карьере возглавил сборную Нидерландов, сменив уволенного после неудачного выступления на Евро-2012 Берта ван Марвейка. Под руководством ван Гала состав сборной значительно омолодился, однако это не помешало «оранжевым» выиграть 9 из 10 матчей отборочного цикла и лишь один сыграть вничью. На самом мундиале в Бразилии голландцы в первом же матче группового турнира произвели сенсацию, разгромив действующих чемпионов мира и Европы испанцев со счётом 5:1. «Оранжевым» удалось дойти до полуфинала чемпионата, где в серии пенальти последовало поражение от аргентинской сборной. В матче за 3-е место подопечные ван Гала уверенно обыграли хозяев первенства бразильцев (3:0).
11 марта 2019 года голландский специалист объявил о завершении тренерской карьеры. Однако 4 августа 2021 года возобновил тренерскую деятельность, подписав контракт до конца 2022 года со сборной Нидерландов, в третий раз возглавив национальную сборную.

### АЗ Алкмар
После ухода из «Барселоны» тренер вернулся в Нидерланды, заняв пост технического директора «Аякса». Проработав в этой должности до 2005 года, ван Гал возобновил тренерскую карьеру, возглавив скромный АЗ. В 2008 году тренер был близок к уходу из клуба, приказ президента Дика Схеринги об отставке был уже отпечатан, и лишь заступничество трёх ведущих игроков — Стейна Схарса, Деми де Зеува и Давида Мендиша — заставило руководителя клуба отказаться от своего намерения. Через год после этого ван Гал вновь добился триумфа, выведя АЗ в чемпионы Нидерландов. Для клуба из Алкмара этот титул стал вторым в истории (первый был завоёван в 1981 году).

### «Бавария»
После успеха с АЗ ван Гал вновь изъявил желание поработать в большом клубе и в июле 2009 года возглавил мюнхенскую «Баварию». Сразу же ван Гал начал обновлять состав мюнхенцев, усадив на скамейку предыдущих лидеров, но предоставив шанс молодым Хольгеру Бадштуберу, Томасу Мюллеру, Диего Контенто и Давиду Алабе. Также команду пополнил соотечественник ван Гала Арьен Роббен.
Старт сезона у «Баварии» выдался тяжёлый, весь первый круг «красные» искали свою игру, а возглавляемый Юппом Хайнкесом «Байер 04» шёл на первом месте в Бундеслиге. Однако зимой «Бавария» стремительно пошла вверх и вскоре сумела обойти «Байер». Сезон 2009/2010 стал весьма удачным для мюнхенцев, которым удалось выиграть дубль в Германии и дойти до финала Лиги чемпионов, в финале которой клуб уступил «Интеру» Жозе Моуринью. Однако следующий сезон для команды оказался неудачным, «Бавария» на ранней стадии вылетела из Кубка Германии и Лиги чемпионов, а также опустилась на третье место в Бундеслиге. В этой ситуации руководством клуба было принято решение о досрочном расторжении контракта с ван Галом к концу сезона, при условии, что команда приложит все силы к завоеванию третьего места, дающего право на квалификацию в Лигу чемпионов. Однако до конца сезона голландец так и не доработал, покинув клуб в апреле 2011 года.

### «Манчестер Юнайтед»
19 мая 2014 года было объявлено, что Луи ван Гал будет назначен на пост главного тренера футбольного клуба «Манчестер Юнайтед». Официальный сайт английской команды сообщил, что контракт с 62-летним тренером подписан на три года. Луи ван Гал, под руководством которого сборная Нидерландов приняла участие в чемпионате мира в Бразилии, начал работать с футболистами «Юнайтед» сразу после окончания контракта с Королевским футбольным союзом Нидерландов.
Во время предсезонной подготовки, проходившей в США, «Манчестер Юнайтед» выиграл все матчи, но со стартом английской Премьер-лиги дела пошли хуже. В первом же официальном матче сезона «красные дьяволы» на своём поле уступили «Суонси Сити», а позже в сентябре с разгромным счётом уступили аутсайдеру чемпионата «Лестер Сити». Тем не менее к Рождеству клуб добился 10-матчевой беспроигрышной серии, и к январю шёл на третьем месте в турнирной таблице. Несмотря на громкие победы над «Ливерпулем» на выезде 22 марта и «Манчестер Сити» 12 апреля, концовка сезона для «Манчестер Юнайтед» выдалась смазанной. Были проиграны три матча подряд. Несмотря на это, 9 мая манкунианцы одержали волевую победу над «Кристал Пэлас», голами отметились Хуан Мата и Маруан Феллайни. Таким образом «Манчестер Юнайтед» стал недосягаем для преследовавшего его «Ливерпуля» и гарантировал себе участие в розыгрыше Лиги чемпионов УЕФА в следующем сезоне.
23 мая 2016 года был уволен с поста главного тренера «Манчестер Юнайтед».

## Достижения в качестве тренера

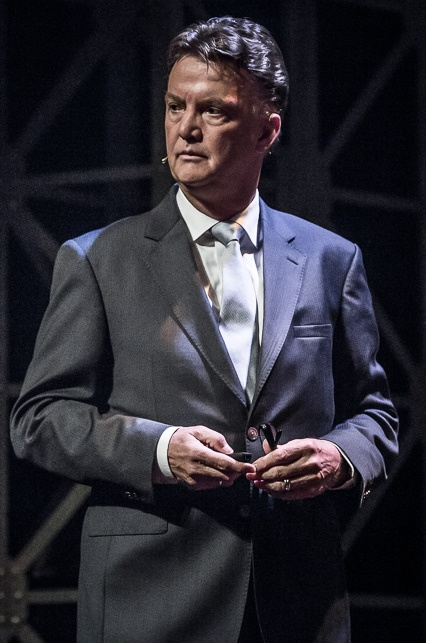
Луи ван Гал в 2014 году

### Командные
«Аякс»
- Чемпион Нидерландов (3): 1993/94, 1994/95, 1995/96
- Обладатель Кубка Нидерландов: 1992/93
- Обладатель Суперкубка Нидерландов (3): 1993, 1994, 1995
- Победитель Лиги чемпионов УЕФА: 1994/95
- Обладатель Кубка УЕФА: 1991/92
- Обладатель Суперкубка УЕФА: 1995
- Обладатель Межконтинентального кубка: 1995

«Барселона»
- Чемпион Испании (2): 1997/98, 1998/99
- Обладатель Кубка Испании: 1997/98
- Обладатель Суперкубка УЕФА: 1997

АЗ
- Чемпион Нидерландов: 2008/09

«Бавария»
- Чемпион Германии: 2009/10
- Обладатель Кубка Германии: 2009/10
- Обладатель Суперкубка Германии: 2010

«Манчестер Юнайтед»
- Обладатель Кубка Англии: 2015/16

Сборная Нидерландов
- Бронзовый призёр чемпионата мира 2014

### Личные
- Тренер года по версии Onze d’Or: 1995
- Лучший тренер: 1995 (по версии журнала «World Soccer»)
- Лучший тренер Нидерландов (2): 2007, 2009 (премия имени Ринуса Михелса)
- Футбольный тренер года в Германии: 2010
- Лучший тренер в истории футбола — 18 место: 2019 (по версии журнала «France Football»)[13][14]
- Рыцарь ордена Оранских-Нассау: 1997[15]

## Тренерская статистика
| Аякс                        | Нидерланды | 28 сентября 1991 | 30 июня 1997    | 281 | 192 | 49  | 40  | 68,33 |
| Барселона                   | Испания    | 1 июля 1997      | 20 мая 2000     | 170 | 96  | 31  | 43  | 56,47 |
| Сборная Нидерландов         | Нидерланды | 7 июля 2000      | 30 ноября 2001  | 14  | 8   | 4   | 2   | 57,14 |
| Сборная Нидерландов (до 21) | Нидерланды | 5 июня 2001      | 2 июля 2001     | 5   | 2   | 1   | 2   | 40,00 |
| Барселона                   | Испания    | 1 июля 2002      | 28 января 2003  | 30  | 16  | 5   | 9   | 53,33 |
| АЗ                          | Нидерланды | 1 июля 2005      | 30 июня 2009    | 172 | 97  | 37  | 38  | 56,40 |
| Бавария                     | Германия   | 1 июля 2009      | 10 апреля 2011  | 96  | 59  | 18  | 19  | 61,46 |
| Сборная Нидерландов         | Нидерланды | 1 августа 2012   | 13 июля 2014    | 29  | 19  | 7   | 3   | 65,52 |
| Манчестер Юнайтед           | Англия     | 14 июля 2014     | 30 июня 2016    | 103 | 54  | 24  | 25  | 52,43 |
| Сборная Нидерландов         | Нидерланды | 4 августа 2021   | 31 декабря 2022 | 20  | 14  | 6   | 0   | 70,00 |
| Итого                       | Итого      | Итого            | Итого           | 920 | 557 | 182 | 181 | 60,54 |

## Личная жизнь
Со своей будущей супругой Фернандой Оббес ван Гал познакомился в 1969 году. В 1973 году пара поженилась, супруги воспитали двух дочерей: Ренату и Бренду. В 1994 году супруга ван Гала Фернанда скончалась от рака. В 2008 году ван Гал женился во второй раз, его избранницу зовут Трюс.
4 апреля 2022 года ван Гал сообщил, что болен раком простаты. 12 июля 2025 года объявил, что успешно перенёс несколько операций и победил болезнь.